# Denisa Tîlvescu
Denisa Tîlvescu (Târgu Jiu, 13 de agosto de 1996) es una deportista rumana que compite en remo.
Ganó una medalla de oro en el Campeonato Mundial de Remo de 2017 y nueve medallas en el Campeonato Europeo de Remo entre los años 2015 y 2022.
Participó en los Juegos Olímpicos de Tokio 2020, ocupando el sexto lugar en la prueba de ocho con timonel.

## Palmarés internacional
| Campeonato Mundial | Campeonato Mundial        | Campeonato Mundial | Campeonato Mundial |
| Año                | Lugar                     | Medalla            | Prueba             |
| ------------------ | ------------------------- | ------------------ | ------------------ |
| 2017               | Sarasota (Estados Unidos) | Medalla de oro     | Ocho con timonel   |
| Campeonato Europeo |                           |                    |                    |
| Año                | Lugar                     | Medalla            | Prueba             |
| 2015               | Poznań (Polonia)          | Medalla de bronce  | Ocho con timonel   |
| 2017               | Račice (República Checa)  | Medalla de oro     | Ocho con timonel   |
| 2018               | Glasgow (Reino Unido)     | Medalla de oro     | Dos sin timonel    |
| 2018               | Glasgow (Reino Unido)     | Medalla de oro     | Ocho con timonel   |
| 2019               | Lucerna (Suiza)           | Medalla de plata   | Cuatro sin timonel |
| 2020               | Poznań (Polonia)          | Medalla de oro     | Ocho con timonel   |
| 2021               | Varese (Italia)           | Medalla de oro     | Ocho con timonel   |
| 2022               | Múnich (Alemania)         | Medalla de oro     | Dos sin timonel    |
| 2022               | Múnich (Alemania)         | Medalla de oro     | Ocho con timonel   |